# Arthur Ploch
Arthur Ploch (* 24. November 1874 in Stockheim (Glauburg); † unbekannt) war ein deutscher Journalist, Publizist und Literaturhistoriker.

## Leben

### Herkunft und Ausbildung
Arthur Ploch wurde als Sohn des Stationsvorstehers Rudolf Ploch (1843–1907) und Emma Ploch (1847–1915, geborene Rullmann) im oberhessischen Stockheim (heute Wetteraukreis) geboren. Er hatte zwei Brüder. Er besuchte in Stockheim von 1881 bis 1885 die Volksschule, dann bis 1888 die erweiterte Volksschule in Nidda, dem Wohnort seiner Großeltern. Er wechselte in die Obertertia (9. Klasse) des Gymnasiums Büdingen (Wetteraukreis) und legte dort 1893 das Abitur ab.
Im Sommersemester 1893 begann er ein Studium der Literatur- und Kunstgeschichte, ergänzt durch Geschichte und Philosophie. Er begann an der Universität Gießen. Bereits zum zweiten Semester wechselte er an die Friedrich-Wilhelms-Universität Berlin. Das Sommersemester 1895 verbrachte er an der Ludwig-Maximilians-Universität München, setzte das Studium dann aber bis 1896 zurück in Berlin fort. Zu seinen Professoren gehörten Erich Schmidt, Ernst Curtius, Ludwig Geiger, Herman Grimm und Reinhard Kekulé von Stradonitz; er hörte auch bei Heinrich von Treitschke und Eduard Zeller.

### Wissenschaftliche und literaturhistorische Arbeit
Nach vier Jahren als Journalist und Schriftsteller schrieb sich Ploch abermals im Sommersemester 1900 ein, um als Literaturhistoriker den Doktorgrad zu erwerben. Er wählte dafür die Universität Halle-Wittenberg. Er hörte bei den Professoren Konrad Burdach, Philipp Strauch und Hans (Johannes) Vaihinger und wurde besonders von Richard Pischel und Rudolf Haym gefördert. Haym verdankte Ploch das Thema seiner Doktorarbeit. Er widmete sich dem Leben und Werk des Vormärz-Dichters und Dramatikers Christian Dietrich Grabbe, einem Vertreter des Jungen Deutschland. Ploch zog 1901 zurück nach Berlin und stellte dort die Arbeit fertig.
Sie wurde 1904 als Inaugural-Dissertation an der Philosophischen Fakultät in Halle angenommen und erschien zunächst als Hochschulschrift Grabbe als Mensch und Dichter. 1905 veröffentlichte sie der Scheffer-Verlag Leipzig als Buch Grabbes Stellung in der Deutschen Literatur – Eine Studie. Die Veröffentlichung erhielt zahlreiche lobende Rezensionen in wichtigen überregionalen Zeitungen.
Für den Leipziger Verlag Hendel gab Ploch ab 1905 mehrere Bände in der „Bibliothek der Gesamtliteratur des In- und Auslandes“ heraus und schrieb Einleitungen zu Editionen insbesondere, aber nicht ausschließlich, von Autoren niederdeutscher Mundart, insbesondere Fritz Reuter.

### Journalismus
Bereits zwischen 1896 und 1900 übte Ploch an verschiedenen Orten – unter anderem in Nürnberg – eine schriftstellerische und journalistische Tätigkeit aus und war als Redakteur beschäftigt. Er schrieb etwa als Literaturexperte Beiträge für Die Sonntags-Beilage der Vossischen Zeitung und die Frankfurter Zeitung. Nach der Promotion in Halle folgte Ploch seinem Interesse an der plattdeutschen Mundart in die Stadt Oldenburg an der Hunte, damals Hauptstadt des selbstständigen Staates Großherzogtum Oldenburg. Bei der liberalen Nordwestdeutsche Morgen-Zeitung, General-Anzeiger für Oldenburg, Ostfriesland und Wilhelmshaven – Oldenburger Zeitung (Auflage 1910 täglich etwa 21.000 Exemplare) übernahm er unter dem Verleger und Chefredakteur Franz Wilhelm Groth die operative Redaktionsleitung und war laut Impressum bis Dezember 1910 „verantwortlich für Politik und Feuilleton“. Sein Nachfolger wurde Richard May.
Ploch verließ Oldenburg und wechselte nach Leipzig, um statt bei einer Tageszeitung im Rhythmus einer Zeitschrift zu arbeiten. Von nun an spezialisierte er sich auf Illustrierte und Magazine. Ab 1911 bis 1923 war Ploch Autor und Redakteur der Illustrirte Zeitung im Leipziger Verlag J. J. Weber. Er zeichnete bereits ab 1914 zeitweilig in Vertretung als verantwortlicher Redakteur der Zeitschrift und wurde später gemeinsam mit Hermann Schinke Schriftleiter.
Er war im Bezirksverein Leipzig im Landesverband der Sächsischen Presse aktiv. So verantwortete er gemeinsam mit Fritz Mack die Redaktion des Almanach zum Leipziger Pressefest.
Ploch übernahm 1923 bis 1925 die Redaktionsleitung der 1923 gegründeten Publikumszeitschrift Das Leben – Das erste deutsche Magazin (zusammengelegt mit Die große Welt und Der Die Das) im Verlag der Leipziger Verlagsdruckerei.
Dort lernte er Erich Kästner, der nach dem Studium jobbte und eine Doktorarbeit anfertigen wollte, als freien Mitarbeiter kennen. Kästner schrieb für die Presse Berichte, Glossen, Theater- und Literaturrezensionen, Kurzgeschichten und Gedichte. Als Ploch unter Feuilletonchef Hans Natonek, mit dem er in der Redaktion von Das Leben zusammengearbeitet hatte, Kulturredakteur der Neuen Leipziger Zeitung wurde, lud er Kästner im Januar 1924 zu einem Vorstellungsgespräch über eine mögliche Anstellung als zweiter oder dritter Redakteur ein. Tatsächlich wurde Kästner als Redakteur angestellt, Ploch war sein direkter Vorgesetzter. Natonek und Ploch wird das Verdienst zugeschrieben, Kästner ein Einkommen und Sichtbarkeit als Zeitungsjournalist gegeben und in einem für Kästners Lebensweg wichtigen Gespräch zur schriftstellerischen Haupttätigkeit ermutigt zu haben.
Wahrscheinlich ist die in Kästners Lyrik häufig wiederkehrende Figur „Arthur“, ein Sonderling, der andere Leute ärgert, nach Ploch benannt. Im Spottgedicht „Arthur spricht ein Fräulein an“, das im November 1930 in Die Neue Revue erschien, geht es zudem mehrfach um einen „Ploch“ („Sind Sie nicht die Kusine von Ploch, / von Ploch, der in rostfreien Kochtöpfen reist?“).
Im Wirtschaftsaufschwung 1924 wurden in Berlin mehrere neue Publikumszeitschriften gestartet. Neben Ullsteins Uhu und Siodmaks Das Magazin warf der Scherl-Verlag im Hugenberg-Konzern Scherl’s Magazin auf den Markt (Auflage ca. 200.000 Exemplare). Verlagsdirektor Ludwig Klitzsch berief Ploch zum Chefredakteur. Ploch blieb es bis zur Einstellung der Zeitschrift 1933. Er band zahlreiche Künstler und Designer an das Magazin und war einer der Wegbereiter der modernen Illustrierten und des Magazinjournalismus nach amerikanischem Vorbild.

Gemeinsam mit Uhu‑Chefredakteur Friedrich Kroner schrieb er der von Willy Haas herausgegebenen Zeitschrift Die Literarische Welt einen bis heute oft zitierten Beitrag „Wie entsteht ein Magazin?“. Eine bekannte Passage lautet:
Der Magazinredakteur fragt sich: Was interessiert die modernen Leser? Welche Probleme bewegen die Gegenwart? Welche Dinge haben eine über das Tagesinteresse hinausreichende Aktualität? Die Stoffgebiete sind also: Sport, Gymnastik, Tanzkultur, Theater, Film, Varieté, die großen Zeitfragen, die Fortschritte und neusten Forschungsergebnisse der Wissenschaft, die Leistungen der Technik, die Erscheinungsformen der neueren Kunst, die moderne Photographie, kurz alles, was zeitgemäß ist und Kontakt mit dem Leben hat.

## Werke

### Diverses
- Arthur Ploch, Friedrich Kroner (1929). Wie entsteht ein Magazin? Von den Herausgebern des Uhu und des Scherl-Magazin. Die Literarische Welt 29, S. 3
- Arthur Ploch, Fritz Mack (1920). Almanach zum Leipziger Pressefest 1920 : Erinnerungsgabe an die Wohlfahrtsveranstaltung des Bezirksvereins Leipzig im Landesverband der Sächsischen Presse. Leipzig: Leipziger Neueste Nachrichten.
- Arthur Ploch (1904, 17. September). „Das Nietzsche-Archiv zu Weimar. Zum 60. Geburtstag Friedrich Nietzsches“ Frankfurter Zeitung
- Arthur Ploch (1899, 22. Januar). „Adam Lindsay Gordon: ein australischer Dichter“ Die Sonntagsbeilage der Vossischen Zeitung Nr. 4, S. 28–30 Volltext

### Literarische Editionen
- Arthur Ploch (Hrsg.), Fritz Reuter (1905). Ut mine Stromtid: Olle Kamellen, mit einer Vorbemerkung von Dr. Arthur Ploch. Halle a. S.: Otto Hendel.
- Arthur Ploch (Hrsg.), Fritz Reuter (1905). Kein Hüsung, mit einer Vorbemerkung von Dr. Arthur Ploch. Halle a. S.: Otto Hendel.
- Arthur Ploch (Hrsg.), Fritz Reuter (1905). Hanne Nüte un de lütte Pudel. 'Ne Vagel- un Minschengeschicht, mit einer Vorbemerkung von Dr. Arthur Ploch. Halle a. S.: Otto Hendel.
- Arthur Ploch (Hrsg.), Fritz Reuter (1905). Läuschen un Rimels. Schnurr-Murr : Plattdeutsche Gedichte heiteren Inhalts in mecklenburgisch-vorpommerscher Mundart, mit einer Vorbemerkung von Dr. Arthur Ploch. Halle a. S.: Otto Hendel.
- Arthur Ploch (Hrsg.), Fritz Reuter (1905). Ut mine Stromtid : Olle Kamellen, mit einer Vorbemerkung von Dr. Arthur Ploch. Halle a. S.: Otto Hendel.
- Arthur Ploch (Hrsg.), Fritz Reuter (?). De Reis' nah Belligen: Poetische Erzählung in niederdeutscher Mundart mit einer Vorbemerkung von Dr. Arthur Ploch.
- Arthur Ploch (Hrsg.), Paul Gerhardt (1907). Geistliche Lieder von Paul Gerhardt mit einer Vorbemerkung von Dr. Arthur Ploch. Halle a. S.: Otto Hendel.
- Arthur Ploch (Hrsg.), Anastasius Grün (1908). Gedichte mit einer Vorbemerkung von Dr. Arthur Ploch. Halle a. S.: Otto Hendel.
- Arthur Ploch (Hrsg.), (1910) Gudrun : deutsches Heldenlied übersetzt von Karl Simrock mit einer Vorbemerkung von Arthur Ploch. Halle a. S. : Hendel.
- Arthur Ploch (Hrsg.), George Sand (?). Der Teufelssumpf, [La mare au diable] übersetzt von Anna Puchta, mit einer Vorbemerkung von Dr. Arthur Ploch. Halle a. S.: Otto Hendel.
- Arthur Ploch (Hrsg.), Ferdinand Freiligrath (?). Gedichte von Ferdinand Freiligrath mit einer Vorbemerkung von Dr. Arthur Ploch. Halle a. S.: Otto Hendel.
- Arthur Ploch (Hrsg.), Gustav Schwab (?). Die deutschen Volksbücher, mit einer Vorbemerkung von Dr. Arthur Ploch [5 Bände: Die vier Heymonskinder, Die schöne Melusina, Herzog Ernst, Die schöne Magelone]
- Arthur Ploch (Hrsg.), Fritz Reuter (1923). Ausgewählte Werke [4 Bände]. Berlin: Mitteldeutsche Verlagsanstalt Lehmann & Fink. Band 1: Vorbemerkung von Dr. Arthur Ploch, Un mine leiwen Landslüd, Ut mine Stromtid [u. a.], Band 2: Ut de Franzosentid [u. a.], Band 3: Ut mine Festungstid [u. a.], Band 4: Dochläuchting [u. a.]
- Arthur Ploch (Hrsg.), Alma M. Karlin (1937). Kleiner Frühling : 3 Erzählungen mit einem Nachwort von Arthur Ploch. Die Büchertrud Bd. 13. Leipzig: Möhring

### Dissertation
- Arthur Ploch (1904). Grabbe als Mensch und Dichter. Inaugural-Dissertation zur Erlangung der philosophischen Doktorwürde einer hohen philosophischen Fakultät der vereinigten Friedrichs-Universität Halle-Wittenberg vorgelegt von Arthur Ploch aus Stockheim in Oberhessen. Halle a. S. Volltext bei Google Books
- Arthur Ploch (1905). Grabbes Stellung in der Deutschen Literatur – Eine Studie. Leipzig: Scheffer. Volltext bei Hathi Trust (Zugriff nur via USA) Ausgab 1, Ausg. 2, Ausg. 3

### Rezensionen der Doktorarbeit (Online)
- Berliner Börsen-Zeitung Nr. 569, 5. Dezember 1905, S. 1905 Volltext
- Norddeutsche Allgemeine Zeitung, Unterhaltungs-Beilage Nr. 282, 1. Dezember 1906, S. 7 Volltext
- Vorwärts, Unterhaltungsblatt Nr. 210, 30. Oktober 1906, S. 3 Volltext
- Dresdner Journal Nr. 278, 30. November 1905, S. 2 Volltext